# Robert Knopf
Heinrich Robert Andreas Knopf (* 4. August 1862 in Heimburg; † nach 1925) war ein deutscher lutherischer Geistlicher und Publizist.

## Leben
Knopf besuchte von 1874 bis 1884 das Gymnasium in Blankenburg (Harz) und studierte anschließend Theologie in Erlangen und später an der Universität Leipzig. Während seines Studiums wurde er im 1884 Mitglied der Burschenschaft Germania Erlangen. Im Juli 1887 bestand er das Tentamen. Anschließend war er als Hauslehrer in Braunschweig, als Vikar an der Predigerschule und dem Proselytenasyl Groß Ingersheim in Württemberg sowie als Prädikant in Herzfelde (Uckermark) und Schlesien tätig. Nach dem Hauptexamen (Dezember 1889) wurde er 1890 als Kollegiat in das Predigerseminar Wolfenbüttel aufgenommen, am 12. Januar 1890 ordiniert und im April des Jahres als Pastor von Vorwohle eingeführt. Am 1. August 1897 wurde er Vereinsgeistlicher des Evangelischen Vereins für Innere Mission in Braunschweig. Dort war er zugleich Gefängnisseelsorger und Vorsitzender des Rettungshausvorstandes. Am 26. März 1905 wurde er Pastor in Bevern.
Neben seiner pfarramtlichen Tätigkeit war Knopf seit 1898 Herausgeber des Braunschweigischen Volksblatts und ab 1906 Herausgeber des kirchlichen Gemeindeblatts Heimatglocke.
Später war er Superintendent und Schulinspektor in Holzminden.

## Werke
- Die Innere Mission im Lande Braunschweig. Braunschweig 1902.